# Pays-Bas Belgiques (revue)
Pour les articles homonymes, voir Pays-Bas Belgiques (homonymie).
Les Pays-Bas Belgiques ou L’Ordre thiois est une revue mensuelle d'extrême droite éditée en langue française par le Verdinaso de 1936 à 1940.
Créé en 1936 sous le nom L’Ordre thiois, l'organe devient Pays-Bas Belgiques et change de ligne éditoriale à la suite du changement d'idée du nationalisme thiois au heel-néerlandisme au sein du Verdinaso.